# Plesiopelma gertschi
Plesiopelma gertschi is een spinnensoort uit de familie van de vogelspinnen (Theraphosidae). 
De wetenschappelijke naam van de soort werd voor het eerst geldig gepubliceerd in 1955 door Lodovico di Caporiacco als Ceropelma gertschi.
De soort komt voor in Venezuela.